# Радоје
Радоје је мушко име словенског порекла. Може се односити на следеће особе:
- Радоје Домановић (1873–1908), књижевник
- Радоје Ђерић (1991), веслач
- Радоје Кнежевић (1901–1981), политичар
- Радоје Контић (1937), политичар